# COMMON GROUND
『COMMON GROUND』（コモン・グラウンド）は、2025年4月2日（1日深夜）からJ-WAVEで放送されているラジオ番組。

## 概要
J-WAVEの番組で選曲を担当するミュージックセレクター、およびリスナーによるプレイリストをオンエアするノンストップミュージックプログラム。

## 放送時間
以下の時間は日本標準時に基づく。
- 火曜 - 金曜 2:00 - 3:00（月曜 - 木曜 26:00 - 27:00）（2025年4月2日（1日深夜）- ）